# کامیجو (خواننده)
کامیجو (انگلیسی: Kamijo؛ زادهٔ ۱۹ ژوئیهٔ ۱۹۷۵) خواننده، موسیقی‌دان، تهیه‌کننده موسیقی، بازیگر، ترانه‌سرا، نوازنده پیانو، مدل (شخص)، ترانه‌پرداز، و گیتارنواز اهل ژاپن است. وی از سال ۱۹۹۴ میلادی تاکنون مشغول فعالیت بوده‌است.